# San Benito (Bogotá)
San Benito es uno de los barrios del sur de Bogotá, ubicado en la localidad de Tunjuelito y perteneciente a la UPZ Tunal.

## Barrios Vecinos
Al norte
- Ciudad Tunal

Al sur
- Tunjuelito
- Escuela de Artillería

Al Oriente
- San Carlos

Al Occidente
- Meissen
- Acacias

## Geografía
De carácter plano, está bañado por el río Tunjuelo y la quebrada de Chiguaza, territorio totalmente urbano.

## Historia
Fundado en 1948, los terrenos donde hoy se asienta el barrio le pertenecía a Miguel Santamaría cano y la Congregación de los Hermanos de las Escuelas Cristianas. A partir de ahí, se empezó a poblar de gentes procedentes del Altiplano Cundiboyacense (curtidores de Villapinzón y Chocontá) y de otros barrios de Bogotá, para asentarse a orillas del río Tunjuelo a obtener agua de ahí. Posteriormente fue propenso a las inundaciones (sobre todo la de 1987) hasta la construcción de las presas de Cantarrana en el año de 2007.

## Aspectos socioeconómicos
Barrio de estrato dos,  residencial e industrial con actividad comercial dedicado a las curtiembres, así como al mercado de productos agrícolas.

## Acceso y Vías
- (estación Parque del sistema TransMilenio).
- Avenida Boyacá (Calle 58 sur)
- Avenida Tunjuelito (carrera 16)